# Liste der Naturdenkmale in Oberweis
Die Liste der Naturdenkmale in Oberweis nennt die im Gemeindegebiet von Oberweis ausgewiesenen Naturdenkmale (Stand 13. April 2024).

## Naturdenkmale
| Nr.         | Bezeichnung       | Lage                                                       | Beschreibung                                                             | Bild                                    |
| ----------- | ----------------- | ---------------------------------------------------------- | ------------------------------------------------------------------------ | --------------------------------------- |
| ND-7232-431 | Bunte Mergelhänge | östlich des Ortes; Flur In den Scharren unter Bedhard Lage | Mergelhänge mit Orchideenbestand; flächenhaftes Naturdenkmal, ca. 0,3 ha | Direkt Bild zu diesem Denkmal hochladen |